# Ruthie Matthes
Ruth "Ruthie" Matthes (ur. 11 listopada 1965 r. w Sun Valley) – amerykańska kolarka górska i szosowa, pięciokrotna medalistka mistrzostw świata oraz zdobywczyni Pucharu Świata w kolarstwie górskim oraz wicemistrzyni świata w kolarstwie szosowym.

## Kariera
W 2000 roku wystartowała na igrzyskach olimpijskich w Sydney, gdzie zajęła 10. miejsce w cross country. Był to jej pierwszy i zarazem ostatni start olimpijski.
Swój największy międzynarodowy sukces osiągnęła podczas mistrzostw świata w Ciocco w 1991 roku, kiedy zdobyła mistrzostwo świata w cross country. W 1996 roku, na mistrzostwach w Cairns wywalczyła srebrny medal, ulegając jedynie Kanadyjce Alison Sydor. Ponadto na mistrzostwach w Durango w 1990 roku, w Bromont w 1992 roku oraz na mistrzostwach w Métabief w 1993 roku zdobywała brązowe medale w cross country.
W sezonie 1992 triumfowała w klasyfikacji cross country Pucharu Świata w kolarstwie górskim, a w 1993 roku zajęła drugie miejsce.
Matthes zdobyła także srebrny medal w kolarstwie szosowym na mistrzostwach świata w Utsunomiya w 1990 roku. Ponadto jest mistrzynią kraju w kolarstwie szosowym z 1990 roku, a rok później zdobyła brązowy medal. Trzecie miejsce zajęła także w mistrzostwach USA w kolarstwie przełajowym w 1998 roku.